# ガラスの成形技法

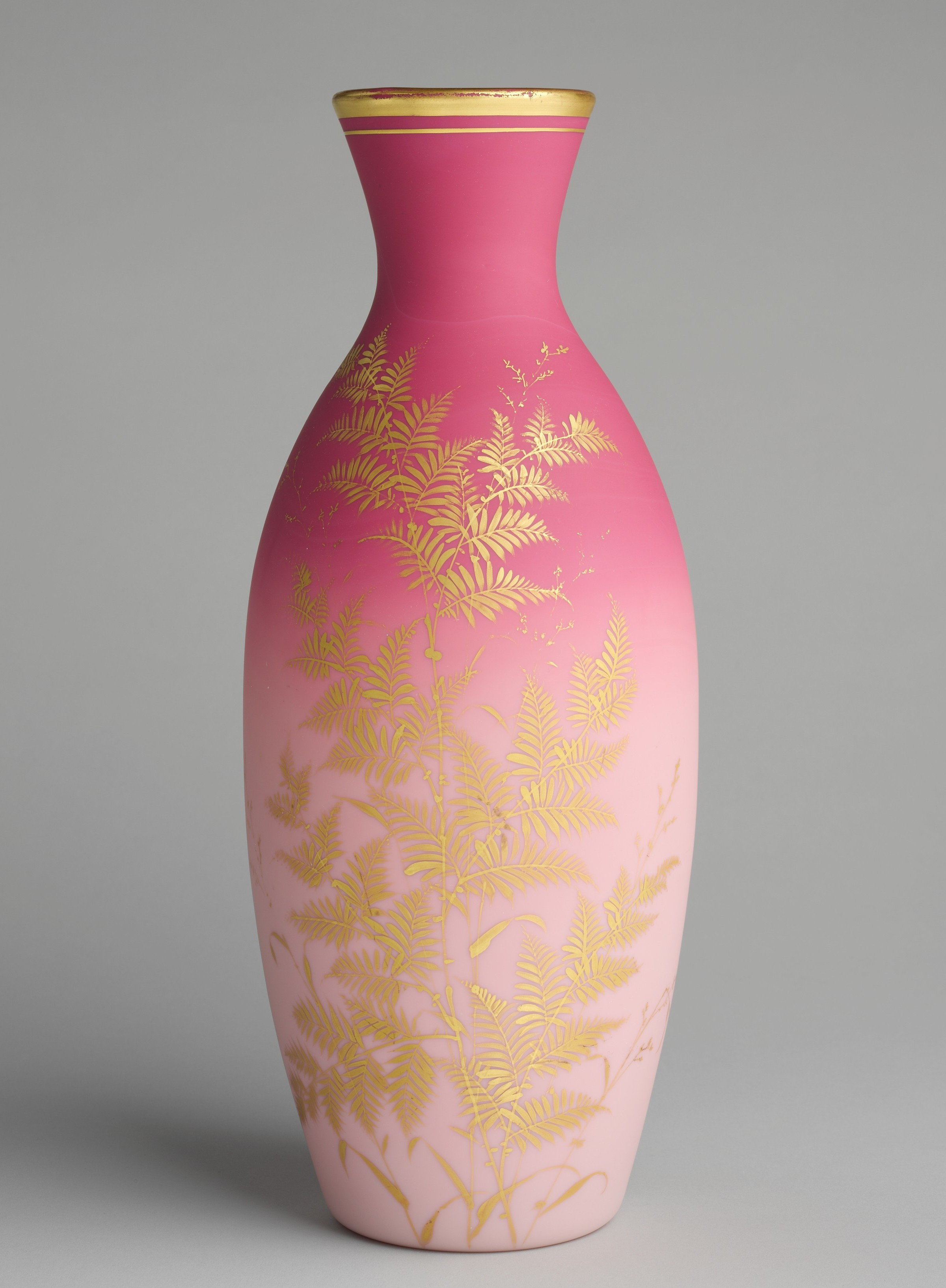
花瓶

ガラスの成形技法（ガラスのせいけいぎほう）とは、ガラス素材を形作るための技法のこと。
工業的な製造方法よりも、主にガラス工芸の二次加工手法・技法を指す。

## 分類
- コールドワーク - 冷めた状態で成形する加工技法。
  - カットグラス - 日本では切子と呼ばれる。地場産品としては「江戸切子」「薩摩切子」がある。透明なガラス、または色ガラスを被せた生地に、さまざまなパターンをカットし模様を施すもの。
  - エングレービング
  - エッチング
  - サンドブラスト - 高圧の空気と砂を吹付けることで、ガラスを切削する技法。マスキングをすることで、様々なデザインが可能になる。
- キルンワーク - 電気炉の中で熱変形させる加工技法。
  - キルンキャスト - 粘土やワックスで作った原型を耐火石膏等で型取りし、そこへガラスを流し込む。ガラスで言う鋳造技法。
  - パート・ド・ヴェール−粉状の色ガラスをのり等を使って、型表面に施し多彩で緻密な表現が可能になる技法。中世では、その技法が秘伝であったため、幻の技法と呼ばれたこともある。
  - フュージング - 熔着することで、ガラスどうしを融かした状態でつなぐことを全般にこう呼ぶ。キルンワークでは一般に、板ガラスを融かしあわせることを呼ぶ。
  - スランピング - 板ガラス等を型に沿わせて変形させることで、フュージングとあわせて行うことが多い。
- ホットワーク - 高温で熔融しやわらかい状態で成形する加工技法。
  - 吹きガラス - 熔融したガラスを、吹き竿に巻き取り、息を吹き込んで成形する技法。主に器を作るためにローマ時代ごろに成立し、現代でもほとんどその方法は変わっていない。地場産品としては「肥前びーどろ」（佐賀ガラス）がジャッパン吹きの技法を江戸時代から継承している。
  - ホットキャスト
- バーナーワーク - ホットワークの一種で、卓上バーナーを用いての加工技法。ホットワークとは別に分類されることもある。ランプワーク、フレームワークとも呼ばれる。
  - 酸素バーナー - 可燃ガスと酸素ガスを混合した炎を使って、直接ガラスを融かしながら行う技法。耐熱ガラスの成形が可能。
  - エアーバーナー - 可燃ガスと圧縮空気を混合した炎を使って、直接ガラスを融かしながら行う技法。鉛筆程度の太さの棒を使うことが多い。